# Passo de Yumen
O passo de Yumen (chinês tradicional: 玉門關, chinês simplificado: 玉门关, pinyin: Yùmén Guān; em uigur:  قاش قوۋۇق, Qash Qowuq) é uma passagem na Grande Muralha, localizado na atual província de Gansu na China. Situado entre a bacia do Tarim, o deserto de Gobi e os Himalaias, ele foi uma passagem estratégica da chamada Rota da Seda.

## História
Usado desde os primórdios da Antiguidade por ser um dos raros caminhos terrestres a unir China e Ásia Central, o passo de Yumen foi ocupado com maior regularidade pelos chineses durante a Dinastia Han como rota de acesso às Regiões Ocidentais. Por volta de 121 a.C., o imperador Wu de Han concluiu a edificação Porta de Jade, um entreposto para tropas e caravanas nas suas jornadas até Índia, Pártia, Roma e à própria China. Parte de suas ruínas podem ser observadas no Castelo pequeno de Fangpan. 

## Referencias
- Bonavia, Judy; Baumer, Christoph (2004). The Silk Road: From Xi'an to Kashgar. Hong Kong: Odyssey Publications. ISBN 978-962-217-741-3
- Hill, John E. (2009). Through the Jade Gate to Rome: A Study of the Silk Routes during the Later Han Dynasty, 1st to 2nd Centuries CE. Charleston, South Carolina: BookSurge. ISBN 978-1-4392-2134-1
- Hill, John E. (2015). Through the Jade Gate to Rome: A Study of the Silk Routes during the Later Han Dynasty, 1st to 2nd Centuries CE. I Revised ed. [S.l.]: CreateSpace. ISBN 978-1-5006-9670-2
- Yuan Julian Chen, 春風玉門，《福建文學》Fujian Literature，2014年第五期，頁72-76.